# غاوس للإلكترونيات
غاوس للإلكترونيات (بالكورية: 가우스전자)؛ هو مسلسل تلفزيوني كوري جنوبي، من بطولة كواك دونغ يون، كو سونغ هي، باي هيون سونغ وكانغ مين آه، مبني على الويبتون الذي يحمل نفس العنوان، للكاتب كواك بايك سو، والذي تم إصداره على نايفر. المسلسل هو دراما أصلية لي Genie TV وخدمة البث الشقيقة Seezn. وعرض على قناة ENA ، عرض المسلسل من 30 سبتمبر إلى 5 نوفمبر 2022 ، تم بثه كل يومي الجمعة والسبت الساعة 21:00 (KST).

## القصة
تدور أحداث المسلسل حول العاملين في مكتب فريق التسويق القسم 3 في قسم الأجهزة المنزلية لشركة غاوس للإلكترونيات- وهي شركة متعددة الجنسيات. كما يسلط الضوء على أوجه النجاح والخسارة في حياة الشركة، والحب والصداقة بين الموظفين.

## طاقم
- كواك دونغ يون في دور لي سانغ سيك[8]
- كو سونغ هي في دور تشا نا راي[8]
- باي هيون سونغ في دور بايك ما تان[8]
- كانغ مين آه في دور جيون كانغ مي[8]
- غو وري في دور سونغ هيونغ مي[10]

## التقييمات
تصدر المسلسل كأكثر البرامج مشاهدة على توالي في الشبكات التابعة الأخرى، وتلقى اشادة ايجابية من قبل المشاهدين.
| الحلقات | تاريخ البث     | تقييمات "نيلسن كوريا" |
| الحلقات | تاريخ البث     | على الصعيد الوطني     |
| --- | -------------- | --------------------- |
| 1 | 30 سبتمبر 2022 | 0.433%                |
| 2 | 1 أكتوبر 2022  | 0.496%                |
| 3 | 7 أكتوبر 2022  | 0.609%                |
| 4 | 8 أكتوبر 2022  | 0.336%                |
| 5 | 14 أكتوبر 2022 | 0.635%                |
| 6 | 15 أكتوبر 2022 | 0.548%                |
| 7 | 21 أكتوبر 2022 | 0.869%                |
| 8 | 22 أكتوبر 2022 | 0.473%                |
| 9 | 28 أكتوبر 2022 | 0.65%                 |
| 10 | 29 أكتوبر 2022 | 0.57%                 |
| 11 | 4 نوفمبر 2022  | 0.488%                |
| 12 | 5 نوفمبر 2022  | 0.455%                |
| المعدل |                |                       |
| تُبث هذه الدراما على قناة الكابل / التلفزيون المدفوع الذي عادةً ما يكون جمهورها أصغر نسبيًا مقارنةً بالمحطات التلفزيونية / العامة (KBS ، SBS ، MBC ، EBS). |                |                       |

## الإنتاج

### صناعة
تم تحويل الويب توون إلى دراما تلفزيونية بواسطة سيو يو مين، ومن تخطيط كي تي استوديو القسم المسؤول عن أعمال الشبكات التابعة (Genie TV وENA ومنصة Seezn)، وانتاجه من قبل بان إنترتينمنت بتعاون مع لينغ-ألينج.

### الإصدار
في 5 سبتمبر 2022 ، تم إصدار أول عرض تشويقي، بجانب الإعلان عن تاريخ العرض الأول، من المقرر عرض المسلسل في 30 سبتمبر 2022.

## روابط خارجية
- الموقع الرسمي
 باللغة الكورية
- غاوس للإلكترونيات على هانسينما
- غاوس للإلكترونيات على موقع IMDb (الإنجليزية)
- غاوس للإلكترونيات على موقع قاعدة بيانات الفيلم (الإنجليزية)